# Lope Balaguer
José Manuel López Balaguer mejor conocido como Lope Balaguer (* 22 de agosto de 1925, Santiago de los Caballeros; † 29 de enero de 2015, Santo Domingo;) era un cantante dominicano; era sobrino del presidente dominicano Joaquín Balaguer y primo de los músicos Johnny Pacheco y Nelo López.
Lope Balaguer debutó en 1940 como cantante en la radio. En 1944 en Bonao hizo su primera presentación en la emisora La Voz del Yuna, con la Orquesta San José, con la que en el año siguiente bajo la dirección del compositor y pianista cubano Julio Gutiérrez debutó en el Café Ariete en Santo Domingo. La Revista HILL lo elige como mejor cantante del país y le da el nombre de El tenor de la juventud. En el mismo año viajó a Cuba, donde actuó en clubes nocturnos de La Habana y la radio, y es donde toma el nombre artístico de Lope Balaguer.
En Puerto Rico ha disfrutado del éxito de El Escambrón, y en 1946 la revista Salón Fígaro lo elige mejor cantante del año junto a Manuel Hernández en Santo Domingo. En 1947 se le concedió un contrato con la emisora La Voz del Yuna (desde 1949, La Voz Dominicana). Él ha hecho giras a Puerto Rico, Venezuela, Colombia, Guatemala, El Salvador, Panamá, Haití, Guadalupe, Martinica y Estados Unidos.
En 1946, Lope Balaguer graba sus primeros discos con Luis Benjamín en Puerto Rico. Con la orquesta de Antonio Morel, graba un disco con canciones dominicanas. Sus éxitos más sonados fueron Nunca te he dicho de Papa Molina, Ni pie ni pisa por Luis Kalaff, Arenas del desierto de Héctor Cabral y Rafael Colón, Sígueme de Manuel Troncoso, Entonces me cansaré de ti de Rafael Solano, Un día inolvidable por Pedro Vilar y De carne o hierro de Fernando Arias. En general, grabó 28 discos de vinilo, 5 CD y recientemente varios CD de audio.

## Ancestros
|  |                                                             |  |  |  |  |  |  |  |  |  |  |  |  |  |  |  |
|  | 16. José Manuel López                                       |  |  |  |  |  |  |  |  |  |  |  |  |  |  |  |
|  |                                                             |  |  |  |  |  |  |  |  |  |  |  |  |  |  |  |
|  |                                                             |  |  |  |  |  |  |  |  |  |  |  |  |  |  |  |
|  | 8. Carlos López López                                       |  |  |  |  |  |  |  |  |  |  |  |  |  |  |  |
|  |                                                             |  |  |  |  |  |  |  |  |  |  |  |  |  |  |  |
|  |                                                             |  |  |  |  |  |  |  |  |  |  |  |  |  |  |  |
|  | 17. Encarnación López                                       |  |  |  |  |  |  |  |  |  |  |  |  |  |  |  |
|  |                                                             |  |  |  |  |  |  |  |  |  |  |  |  |  |  |  |
|  |                                                             |  |  |  |  |  |  |  |  |  |  |  |  |  |  |  |
|  | 4. José Manuel López Rodríguez                              |  |  |  |  |  |  |  |  |  |  |  |  |  |  |  |
|  |                                                             |  |  |  |  |  |  |  |  |  |  |  |  |  |  |  |
|  |                                                             |  |  |  |  |  |  |  |  |  |  |  |  |  |  |  |
|  | 9. Petronila Rodríguez                                      |  |  |  |  |  |  |  |  |  |  |  |  |  |  |  |
|  |                                                             |  |  |  |  |  |  |  |  |  |  |  |  |  |  |  |
|  |                                                             |  |  |  |  |  |  |  |  |  |  |  |  |  |  |  |
|  | 2. Armando Pompeyo López Bonilla                            |  |  |  |  |  |  |  |  |  |  |  |  |  |  |  |
|  |                                                             |  |  |  |  |  |  |  |  |  |  |  |  |  |  |  |
|  |                                                             |  |  |  |  |  |  |  |  |  |  |  |  |  |  |  |
|  | 10. Carlos Antonio Bonilla Bidó                             |  |  |  |  |  |  |  |  |  |  |  |  |  |  |  |
|  |                                                             |  |  |  |  |  |  |  |  |  |  |  |  |  |  |  |
|  |                                                             |  |  |  |  |  |  |  |  |  |  |  |  |  |  |  |
|  | 5. Rosa Justa Capitolina Bonilla Tavares                    |  |  |  |  |  |  |  |  |  |  |  |  |  |  |  |
|  |                                                             |  |  |  |  |  |  |  |  |  |  |  |  |  |  |  |
|  |                                                             |  |  |  |  |  |  |  |  |  |  |  |  |  |  |  |
|  | 11. Engracia Tavares Tavares                                |  |  |  |  |  |  |  |  |  |  |  |  |  |  |  |
|  |                                                             |  |  |  |  |  |  |  |  |  |  |  |  |  |  |  |
|  |                                                             |  |  |  |  |  |  |  |  |  |  |  |  |  |  |  |
|  | 1. José Manuel López Balaguer                               |  |  |  |  |  |  |  |  |  |  |  |  |  |  |  |
|  |                                                             |  |  |  |  |  |  |  |  |  |  |  |  |  |  |  |
|  |                                                             |  |  |  |  |  |  |  |  |  |  |  |  |  |  |  |
|  | 12. José Antonio Balaguer                                   |  |  |  |  |  |  |  |  |  |  |  |  |  |  |  |
|  |                                                             |  |  |  |  |  |  |  |  |  |  |  |  |  |  |  |
|  |                                                             |  |  |  |  |  |  |  |  |  |  |  |  |  |  |  |
|  | 6. Joaquín Jesús Balaguer Lespier                           |  |  |  |  |  |  |  |  |  |  |  |  |  |  |  |
|  |                                                             |  |  |  |  |  |  |  |  |  |  |  |  |  |  |  |
|  |                                                             |  |  |  |  |  |  |  |  |  |  |  |  |  |  |  |
|  | 13. Isabel Lespier                                          |  |  |  |  |  |  |  |  |  |  |  |  |  |  |  |
|  |                                                             |  |  |  |  |  |  |  |  |  |  |  |  |  |  |  |
|  |                                                             |  |  |  |  |  |  |  |  |  |  |  |  |  |  |  |
|  | 3. Carmen Celia Balaguer Ricardo                            |  |  |  |  |  |  |  |  |  |  |  |  |  |  |  |
|  |                                                             |  |  |  |  |  |  |  |  |  |  |  |  |  |  |  |
|  |                                                             |  |  |  |  |  |  |  |  |  |  |  |  |  |  |  |
|  | 14. Manuel de Jesús Ricardo                                 |  |  |  |  |  |  |  |  |  |  |  |  |  |  |  |
|  |                                                             |  |  |  |  |  |  |  |  |  |  |  |  |  |  |  |
|  |                                                             |  |  |  |  |  |  |  |  |  |  |  |  |  |  |  |
|  | 7. Carmen Celia Ricardo Heureaux                            |  |  |  |  |  |  |  |  |  |  |  |  |  |  |  |
|  |                                                             |  |  |  |  |  |  |  |  |  |  |  |  |  |  |  |
|  |                                                             |  |  |  |  |  |  |  |  |  |  |  |  |  |  |  |
|  | 30. Pierre-Alexandre Heureaux                               |  |  |  |  |  |  |  |  |  |  |  |  |  |  |  |
|  |                                                             |  |  |  |  |  |  |  |  |  |  |  |  |  |  |  |
|  |                                                             |  |  |  |  |  |  |  |  |  |  |  |  |  |  |  |
|  | 15. Rosa Amelia Heureaux Domínguez (tía de Ulises Heureaux) |  |  |  |  |  |  |  |  |  |  |  |  |  |  |  |
|  |                                                             |  |  |  |  |  |  |  |  |  |  |  |  |  |  |  |
|  |                                                             |  |  |  |  |  |  |  |  |  |  |  |  |  |  |  |
|  | 31. Josefa Domínguez                                        |  |  |  |  |  |  |  |  |  |  |  |  |  |  |  |
|  |                                                             |  |  |  |  |  |  |  |  |  |  |  |  |  |  |  |
|  |                                                             |  |  |  |  |  |  |  |  |  |  |  |  |  |  |  |

## Discografía

### Concierto de Amor (1946)
(con Luisito Benjamín y su conjunto)
1. Arenas Del Desierto
2. Lloraré Mañana
3. Yo Papá y Tú Mamá
4. Noche De Amor
5. Qué Es Amor
6. Concierto De Amor
7. Amor Ciego
8. Miedo De Quererte
9. Necesito De Ti
10. Capricho
11. Tuyo
12. Cuarenta Años

### Confesión de Amor (1950)
(con Papa Molina)
1. Confesión de Amor
2. Así es la Vida
3. Huellas de Dolor
4. Fácil de Recordar
5. Súplica
6. Por Todos los Caminos
7. Hiéreme Otra Vez
8. Cría Cuervos
9. Ríe
10. Ahora Que Estamos Solos
11. Llámame
12. El Torrente

### Recuento (1950)
(con la Orquesta de Ángel Bussi)
1. Recuento
2. Y Nadie Más Que Yo
3. El Duende
4. Mentirosa Conmigo
5. Es Curioso
6. Preciosidad
7. Adiós Vida Mía
8. En Un Mundo Extraño
9. El Beso Que Me Diste
10. Maniquí
11. Días de Escuela
12. Tuyo

### Lope Balaguer y la Orquesta San José (1960)
(con Papa Molina)
1. Aparición
2. La Hipoteca
3. Corazonada
4. Sabes Por Qué
5. Papeles
6. Siempre Tú
7. Yo Soy Aquel
8. En la Oscuridad
9. Cada Día Más y Más
10. Fue Tu Culpa
11. Si Alguna Vez
12. Te Necesito

### Serrana (1960)
(con la Orquesta de Ángel Bussi)
1. Serrana
2. Quisiera Ser
3. Regresa a Mi
4. Paraíso Soñado
5. Hoja Seca
6. Tuyo
7. Egoísmo
8. Al Retorno
9. Ven
10. Desconfianza
11. Mi Adoración
12. Añorado Encuentro

### Habrá Un Nuevo Mundo Por Amor (1968)
1. Por Amor
2. Me Vas A Querer
3. Soñando Con Puerto Rico
4. Canta Mundo
5. No Juegues Con El Amor
6. Se Acabó
7. Mala Suerte
8. Sígueme
9. Con El Alma En Los Labios
10. Mi Quisqueya
11. Tú Que La Conoces
12. He Besado Un Ángel

### El Lope Balaguer de Hoy y de Siempre (1969)
(con Rafael Solano)
1. ¿Por Qué Lloras?
2. Tiene Que Ser
3. Está Bien
4. Como Se Trata Una Mujer
5. Toma Mi Amor
6. Mar de Insomnio
7. No Me Abandones
8. Estoy a Tu Orden
9. Mi Gloria
10. Aquel Romance

### Álbum de Oro (1975)
- Disco 1

1. Peregrina Sin Amor
2. La Razón
3. Mi Gloria
4. Hay Mucho Que Olvidar
5. No Me Abandones
6. Sígueme
7. Por Amor
8. Egoísmo
9. Arenas del Desierto
10. Cría Cuervos

- Disco 2

1. Crucé la Frontera
2. Nunca Te lo He Dicho
3. Flor de Naranjo
4. En la Oscuridad
5. Ven
6. Paraíso Soñado
7. Tengo Celos
8. Serrana
9. Al Retorno
10. Cuando Me Besas

### Algo Contigo (1976)
1. Algo Contigo
2. Adonde Quiera
3. Paso a Olvidarte
4. No Soy Piedra
5. Recién Ahora
6. Y Cómo Harás
7. Mi Divorcio
8. Zona Peligrosa
9. Mi Padre
10. Como Te Amo

### Me Siento Bien Contigo (1976)
1. Me Siento Bien Contigo
2. Un Día Inolvidable
3. De Qué Vale Que Te Quiera
4. La Razón
5. Crucé la Frontera
6. Cuando Vuelva la Nieve
7. Como Se Trata a Una Mujer
8. Tan Solo Un Pobre Corazón
9. Adulterio
10. No Me Arrepiento del Cariño Que Te Di

### Aquellos Años Cuarenta... (1977)
1. Que Falta Tú Me Haces
2. Alma Libre
3. Abrázame Así
4. Mentiras Tuyas
5. Noche Negra
6. Anoche Hablé Con la Luna
7. Gracias
8. Realidad
9. Ya No Vuelvo a Querer
10. No He de Volver
11. La Noche, la Luna y Yo
12. No Te Vayas

### Espectacular (1977)
1. Quisiera Contigo
2. Ausencia
3. Una Mujer
4. Algo Se Va
5. Cuando Llueve
6. Brindo Por Ti
7. Amnesia
8. El Amor Es Uno
9. Ojalá
10. No Tengo Corazón

### Álbum de Oro (1980)
- Disco 1

1. Cuando Vuelva la Nieve
2. Por Amor
3. Tengo Celos
4. Tan Solo Un Pobre Corazón
5. Cría Cuervos
6. Como Se Trata Una Mujer
7. Arenas del Desierto
8. Paraíso Soñado
9. Ven
10. Egoísmo

- Disco 2

1. Al Retorno
2. Flor de Naranjo
3. Serrana
4. No Te Vayas
5. Yo No Vuelvo a Querer
6. Me Siento Bien Contigo
7. La Noche, la Luna y Yo
8. Anoche Hablé Con la Luna
9. Abrázame Así
10. De Qué Vale Que Te Quiera

### 45 Aniversario con el Arte: Tradición de Calidad! (1986)
1. Mi Vida Es Una Canción
2. Pequeña Mía
3. Tu Vieja Carta
4. Diferente Amor
5. Terneza
6. Es Con Usted
7. No Te Vayas Más
8. El Ruiseñor Vagabundo
9. Mosaico En Do Mayor (Ríe / Ahora Que Estamos Solos / Qué Linda Eres / Mi Padre)

### Mi Vida Es Una Canción (1988)
1. Mi Vida Es Una Canción
2. Confesión / La Casita
3. Remate
4. Pequeña Mía
5. Sin Ti
6. Diferente Amor
7. De Qué Manera Me Quieres
8. Qué Será de Mi
9. Cuando Llegaste Tú
10. Popurrí En Do Menor
11. Vieja Carta
12. Ternezas
13. No Te Vayas Más
14. El Ruiseñor Bohemio
15. Es Con Usted

### Álbum de Oro (1990)
1. Al Retorno
2. Flor de Naranjo
3. Ven
4. Serrana
5. Paraíso Soñado
6. Egoísmo
7. Arenas del Desierto
8. Cría Cuervos
9. Como Se Trata a Una Mujer
10. Tan Solo Un Pobre Corazón
11. Por Amor
12. Tengo Celos
13. Cuando Vuelva la Nieve

### Te lo Agradezco
(con el maestro Jorge Taveras)
1. Te Lo Agradezco
2. Quisiera Contigo
3. Aún Perdiendo El Pudor
4. Ausencia
5. Llama Por Favor
6. Cuando Llueve
7. Mi Casa Es Tu Casa
8. Brindo Por Ti
9. Algo Se Va
10. Amnesia
11. El Amor Es Uno
12. Abrázame Así
13. Anoche Hablé Con La Luna

## Quellen
- El Tren de Yaguaramas - Lope Balaguer
- Fundación Jose Guillermo Carrillo - Lope Balaguer

- Datos: Q1670268